# Steenschip

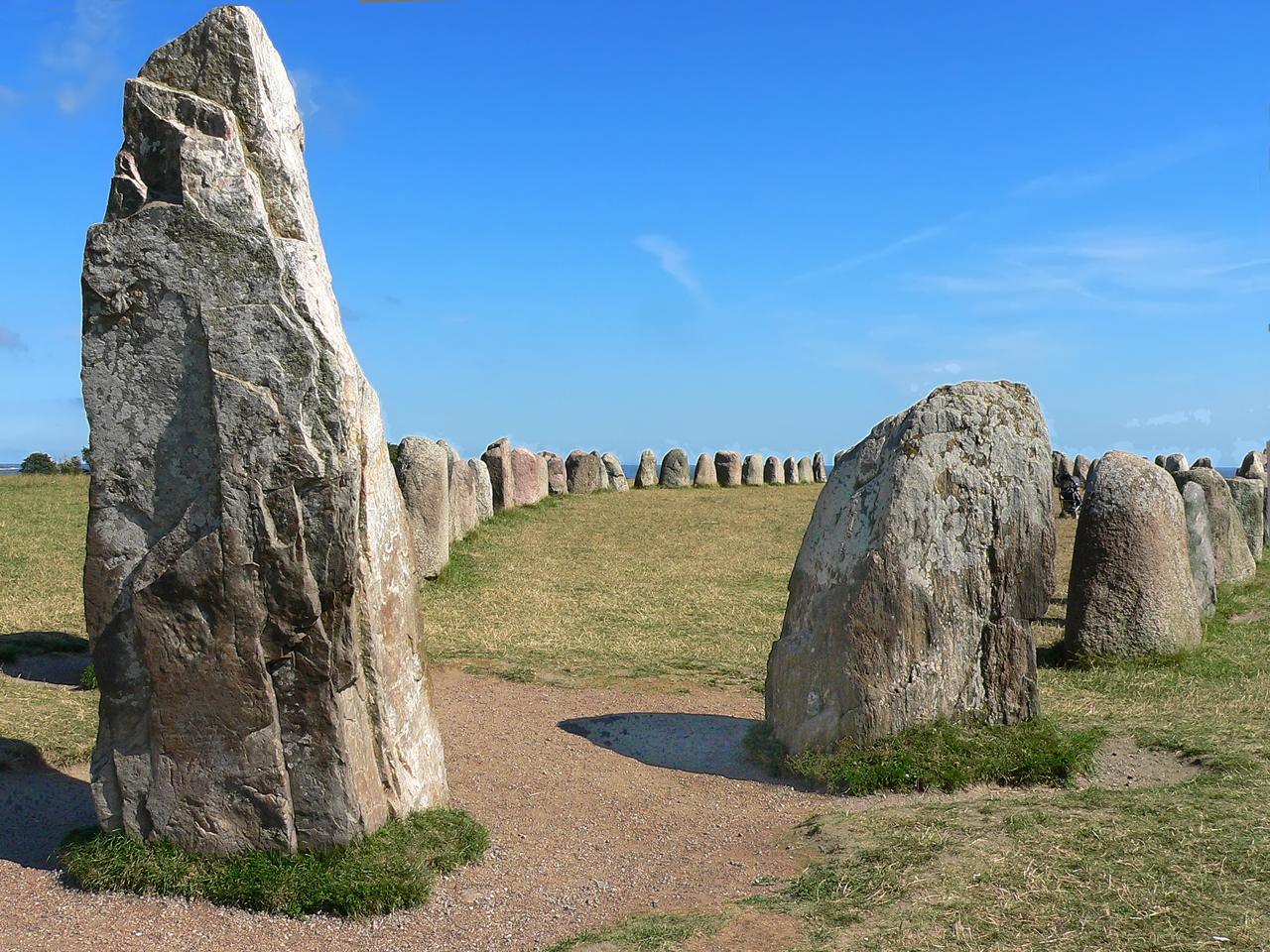
Ales stenar, Skåne

Een steenschip, stenen schip of scheepszetting (Zweeds: skeppssättning; Deens: skibssætning; Noors: skipssetning) is een bootvormige steenzetting, die voornamelijk voorkomt in het Scandinavische Oostzeegebied en brand- of urngraven markeert. In of naast de scheepszetting werden kleine steenkisten met urnen gevonden, soms in de vorm van een hut. In de Zweedse provincie Skåne werden in een scheepszetting 26 verschillende urnen uit een periode van meerdere eeuwen ontdekt. De meeste, zoals de Ales stenar, dateren uit de Vikingtijd. Slechts 35 zijn gedateerd in de Noordse bronstijd. Enkele van de vroegste exemplaren zijn te vinden op Gotland.
Terwijl de oudere en grotere scheepszettingen uit de late bronstijd en de Pre-Romeinse IJzertijd stammen, is er ook een latere, uit veel kleinere stenen opgebouwde groep uit de Vikingtijd (800–1150 n.Chr.).

## Betekenis en afbakening
Steenschepen symboliseren het schip dat de overledenen naar het dodenrijk moet brengen. Ze vormen niet alleen de begrenzingen van de graven, maar waren ook een onderdeel van de grafcultus in die tijd. Steenschepen zijn vaak te vinden in verband met grafheuvels en runenstenen, ook wel de "combinatie van drie" genoemd.
Scheepszettingen moeten worden onderscheiden van de bootgraven uit de Vendeltijd, van grafaanlagen als het bootgraf van Hedeby, van scheepsoffers zoals de Nydamboot en Vikingsscheepsgraven zoals het Ladbyschip en Osebergschip, waar echte schepen als graf werden gebruikt.

## Vorm

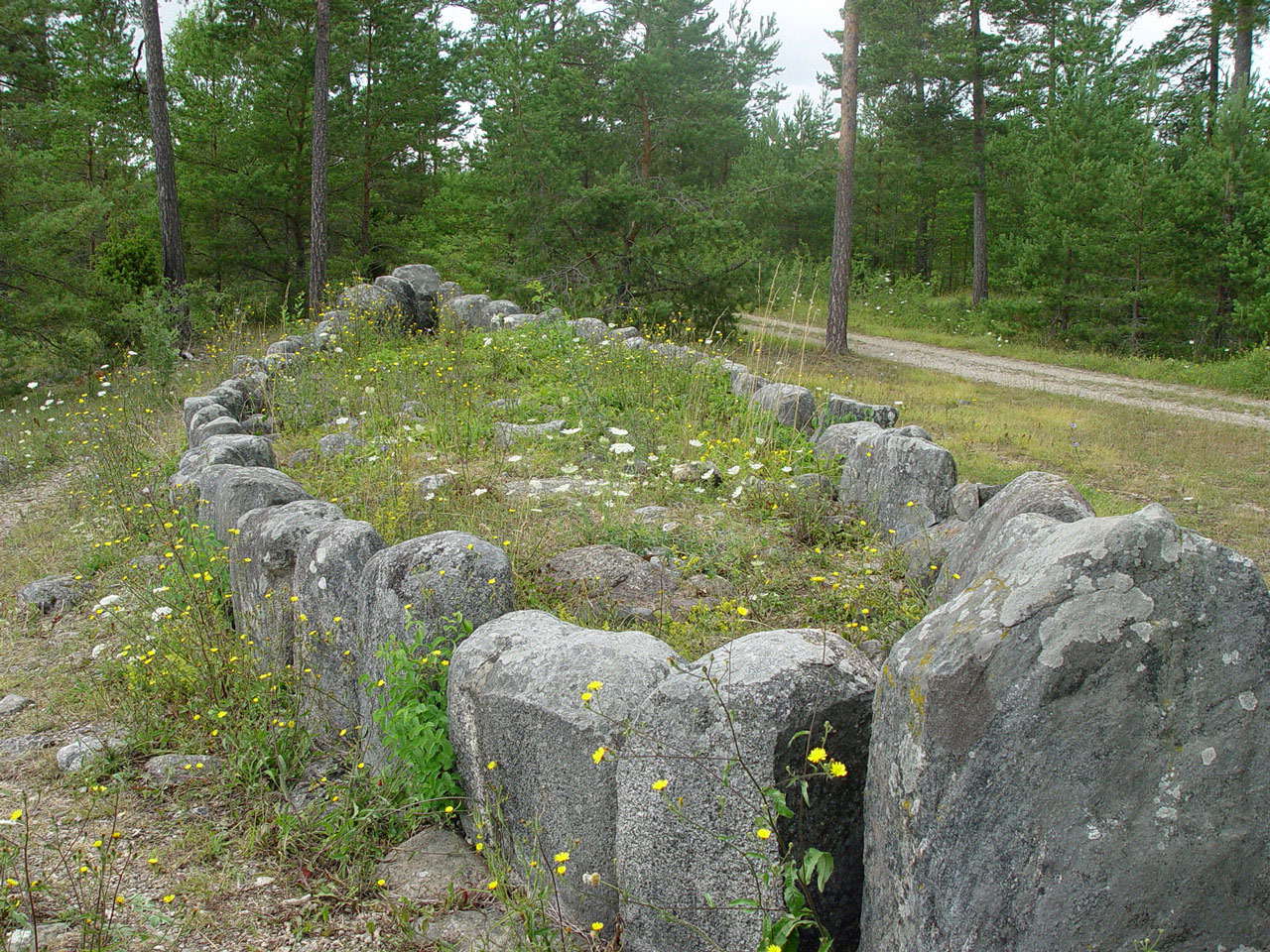
"Tjelvars graf", Gotland

De meeste steenschepen bestaan uit onbehouwen rotsblokken, die meestal noord-zuid gericht zijn in de vorm van een scheepsromp. De stenen in het midden van het schip zijn meestal het laagst. Tegen de boeg en achtersteven kunnen ze in grote zettingen een hoogte tot 4 m bereiken. De steenschepen op Bornholm wijken hiervan af, in dat deze niet uit zwerfkeien bestaan maar uit vlakke platen, die op de grond liggen of in de vorm van een schip zijn opgesteld en Skibsrøser worden genoemd. In Ejstrupholm, Snejbjerg en Silkeborg werden scheepszettingen uit houten palen gevonden.
Op het grafveld van Domarlunden op Gotland ligt een kalkstenen scheepszetting, en het steenschip van Askeberga bestaat uit 24 tot drie meter hoge veldstenen. Sommige Deense steenschepen zoals Glavendrup, dragen een runensteen op de boeg. Op Gotland zijn de steenschepen zeer talrijk. Ze zijn tot 47 m lang, maar slechts zelden tot 1,5 m hoog. Sommige steenschepen, zols de zettingen van Lugnarohögen en Slättaröd, waren bedekt met grafheuvels van steen en aarde.

## Verspreiding

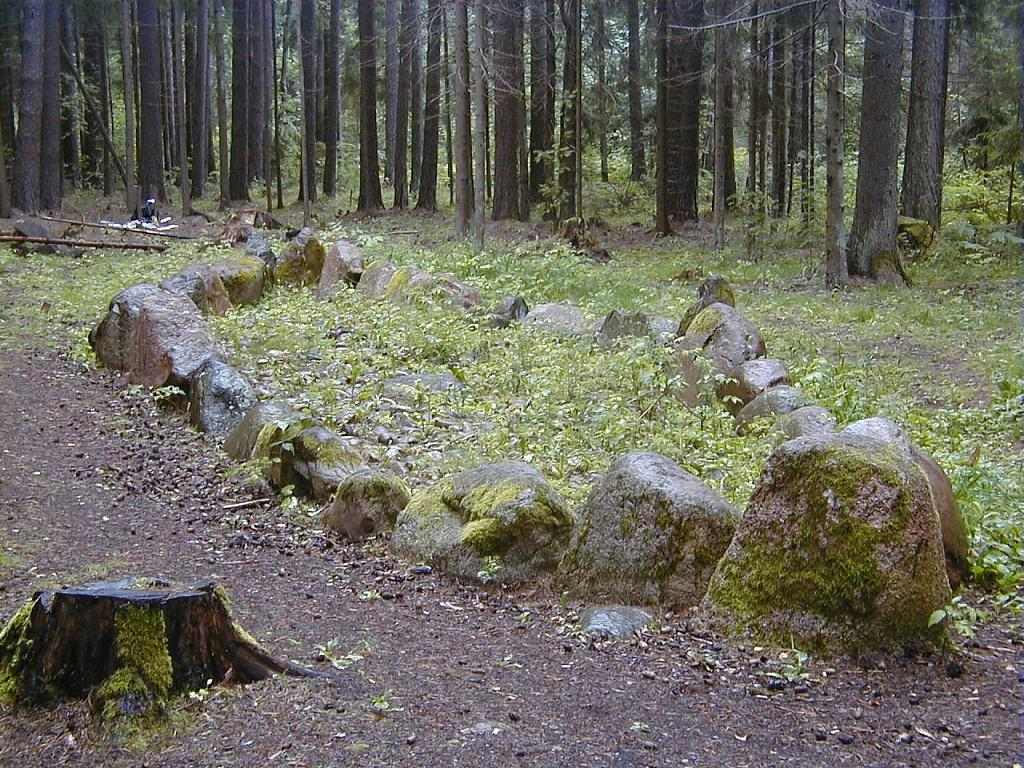
steenschip in Letland

Ongeveer 2000 scheepszettingen zijn bekend, voornamelijk in het Oostzeegebied. Er zijn enkele in Estland en Letland (daar Velna laiva, "duivelsboot" genoemd), in Duitsland, Finland (op de Ålandseilanden), op IJsland (Mosfellsbær), in Noorwegen en in Rusland. Ze zijn echter bijzonder groot, oud en talrijk in Denemarken en Zweden, waar in de zuidelijke provincies zoals Småland van 80 tot enkele honderden scheepszettingen voorkomen. Er bevinden zich nog 350 op het eiland Gotland, en op het Deense eiland Bornholm stonden ooit 50 van deze graven.